# Függő területek címereinek képtára
Az alábbi lista a függő területek címereit tartalmazza.

## Amerikai Egyesült Államok

Amerikai Szamoa címere
Amerikai Virgin-szigetek címere
Északi-Mariana-szigetek címere
Guam címere

## Ausztrália

Norfolk-sziget címere

## Bosznia-Hercegovina

A Boszniai Szerb Köztársaság címere

## Dánia

Feröer címere
Grönland címere

## Egyesült Királyság

### Koronafüggőségek

Guernsey címere
Jersey címere
Man sziget címere

### Tengerentúli területek

Anguilla címere
Bermuda címere
Brit Antarktiszi Terület címere
Brit Indiai-óceáni Terület címere
Brit Virgin-szigetek címere
Déli-Georgia és Déli-Sandwich-szigetek címere
Kajmán-szigetek címere
Falkland-szigetek címere
Gibraltár címere
Montserrat címere
Pitcairn-szigetek címere
Szent Ilona címere

## Franciaország

Francia Polinézia címere
Új-Kaledónia címere
Saint-Pierre és Miquelon címere
Wallis és Futuna címere

## Hollandia

Holland Antillák címere